# 1999 في كندا
فيما يلي قوائم الأحداث التي وقعت خلال عام 1999 في كندا.

## رياضة
- 13 يونيو – جائزة كندا الكبرى 1999 الفائز ميكا هاكينن.

## أفلام
من الأفلام التي صدرت هذه السنة في كندا:
- 1 يناير – البيت الزهري من إخراج خليل جريج، جوانا حاجي توما.
- 1 يناير – بابار: ملك الفيلة

## برامج ومسلسلات وأنمي
- مغامرات فريد
- بيبي الشقية

## كتب
من الكتب التي صدرت هذه السنة في كندا:
- 1 يناير – ممارسة البرمجة من تأليف روب بايك.
- 1 يناير – ممارسة البرمجة من تأليف روب بايك.
- 21 أبريل – الراهب الذي باع سيارته الفيراري من تأليف روبين شارما.

## مواليد

### يناير
- 1 يناير – باتريك براسكا

### مايو
- 1 مايو – ريبيكا إلسون (مواليد 1960) عالمة فلكة كندية.
- 9 مايو – إيفان إم. نيفن (مواليد 1915)
- 23 مايو – أوين هارت (مواليد 1965) مصارع محترف كندي.

### ديسمبر
- 10 ديسمبر – ريك دانكو (مواليد 1942)
- 20 ديسمبر – هانك سنو (مواليد 1914)